# グリゴリー・ラスプーチン

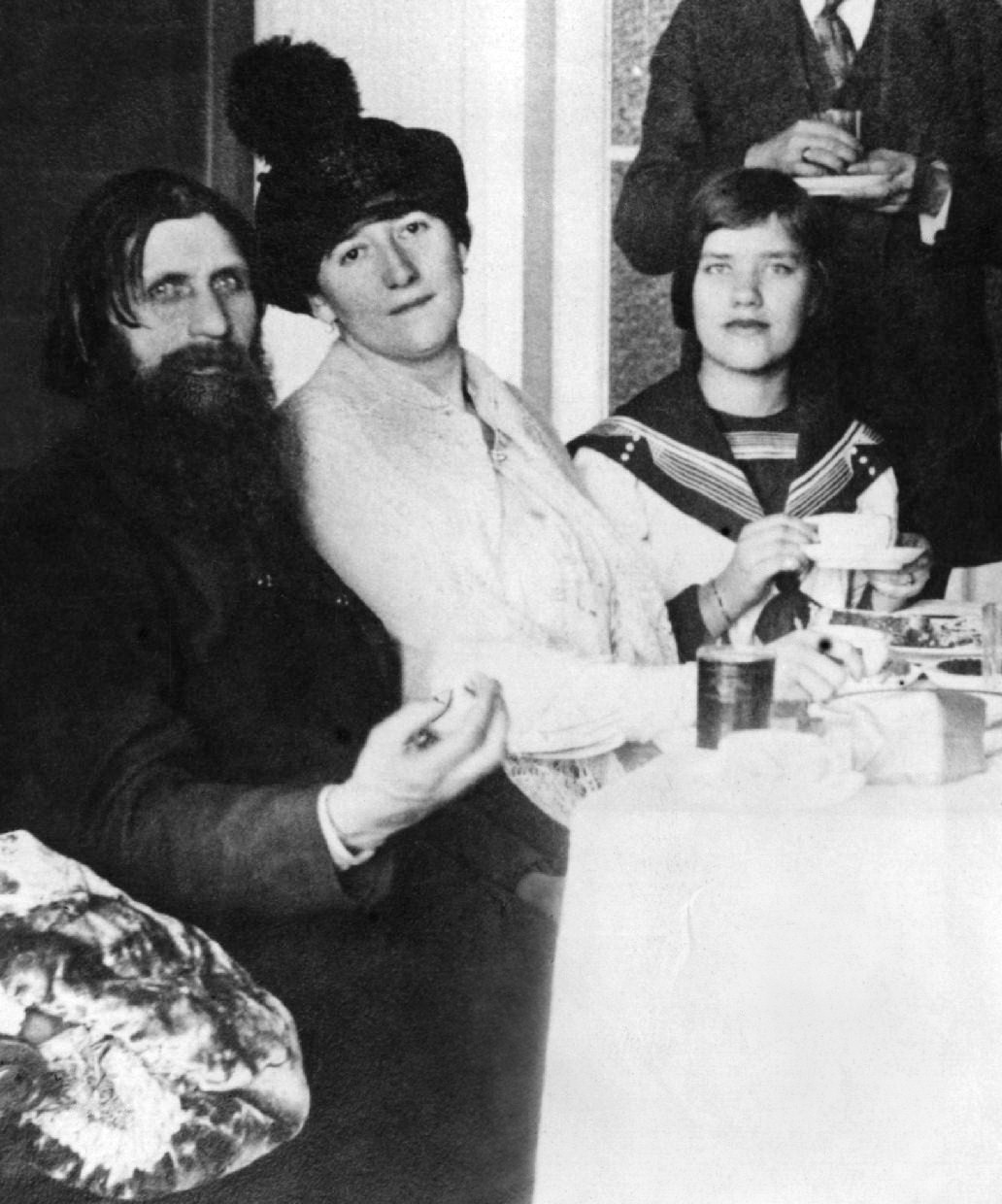
ラスプーチンと妻、娘（1911）

グリゴリー・エフィモヴィチ・ラスプーチン（露: Григо́рий Ефи́мович Распу́тин、ラテン文字転写：Grigorii Efimovich Rasputin、1869年1月21日（ユリウス暦1月9日） - 1916年12月30日（ユリウス暦12月17日））は、帝政ロシア末期の祈祷僧。シベリア・トボリスク県ポクロフスコエ村出身。
奇怪な逸話に彩られた生涯、怪異な容貌から怪僧・怪物などと形容される。ロシア帝国崩壊の一因をつくり、歴史的な人物評は極めて低い反面、その特異なキャラクターから映画や小説など大衆向けフィクションの悪役として非常に人気が高く、彼を題材にした多くの通俗小説や映画が製作されている。

## 生涯

### 生い立ち

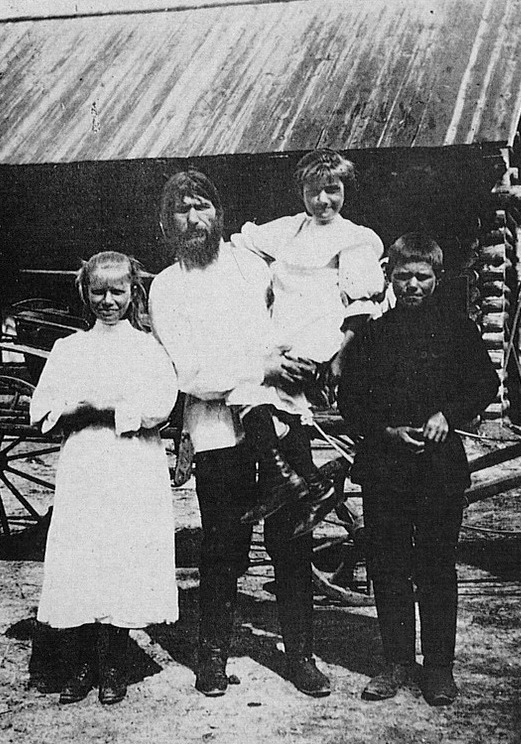
ラスプーチンと子供たち

1869年1月9日、シベリアの寒村ポクロフスコエ村の農夫エフィム・ヤコブレヴィチ・ラスプーチンとその妻アンナ・パルシュコヴァの第5子として生まれる。翌10日に洗礼を受け、ニュッサのグレゴリオスから名前を授けられ、「グリゴリー」と名付けられた。
ラスプーチンは学校に通わなかったため読み書きが出来なかった（1897年のロシア政府の国勢調査によると、村人の大半が同様に読み書きが出来なかった）。
素行不良で粗暴な若者へ育ったグレゴリー青年はロシア正教会古儀式派のスコプツィ派の教義に傾倒、指導者としての頭角を表す。幼少期のラスプーチンについて、娘のマリア・ラスプーチナが記録を残しているが、彼女の記録は信頼性が低いと見なされている。

### 修行僧として
1887年にプラスコヴィア・フョードロヴナ・ドゥブロヴィナと結婚するが、1892年、唐突に父親や妻に「巡礼に出る」と言い残して村を出奔した。一説では、野良仕事をしているとき生神女マリヤの啓示を受けたといわれている。出奔後はヴェルコチュヤの修道院で数か月過ごしたが、その際に出会ったミハイル・ポリカロポフに強い影響を受け禁酒し肉食を控えるようになり、村に戻って来た時には熱心な修行僧になっていた。

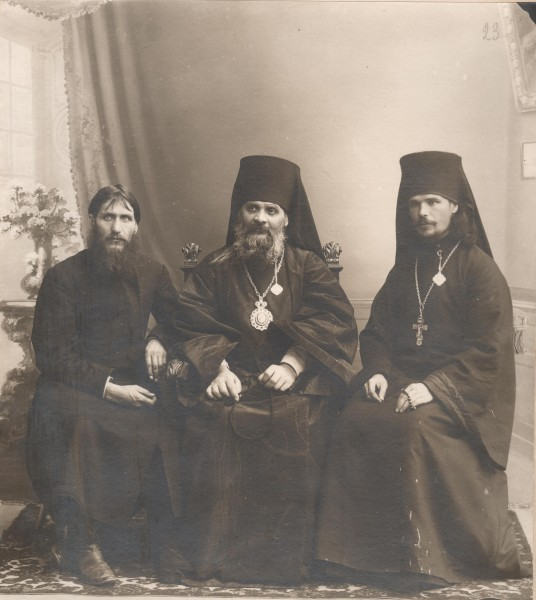
左からラスプーチン、ドルガニョフ、ビストロフ（1906年）

1903年に再び村を離れ数か月間巡礼の旅に出かけキエフ・ペチェールシク大修道院を巡り、カザンでは主教や上流階級の人々の注目を集める存在となった。ラスプーチンは十分な教育を受けていないため、独自の解釈で聖書を理解していたが、その熱心な姿勢が好感を与えていた。
その後、ラスプーチンはクロンシュタットのイオアンと共に教会建設の寄付金を集めるためにサンクトペテルブルクを訪れ、サンクトペテルブルク神学校のセルギウス1世に寄付を求めた。サンクトペテルブルク滞在中のラスプーチンはアレクサンドル・ネフスキー大修道院に宿泊していたが、彼の心理的洞察力に感銘を受けたワシーリー・ビストロフに請われ、彼の宿舎に移り住む。
ロマノフ家の語学教師だったピエール・ジリヤールによると、ラスプーチンがサンクトペテルブルクに来たのは1905年とされるが、歴史家のヘレン・ラパポートは1903年の四旬節の頃と主張している他、1904年という説もある。

### 皇帝夫妻の友人

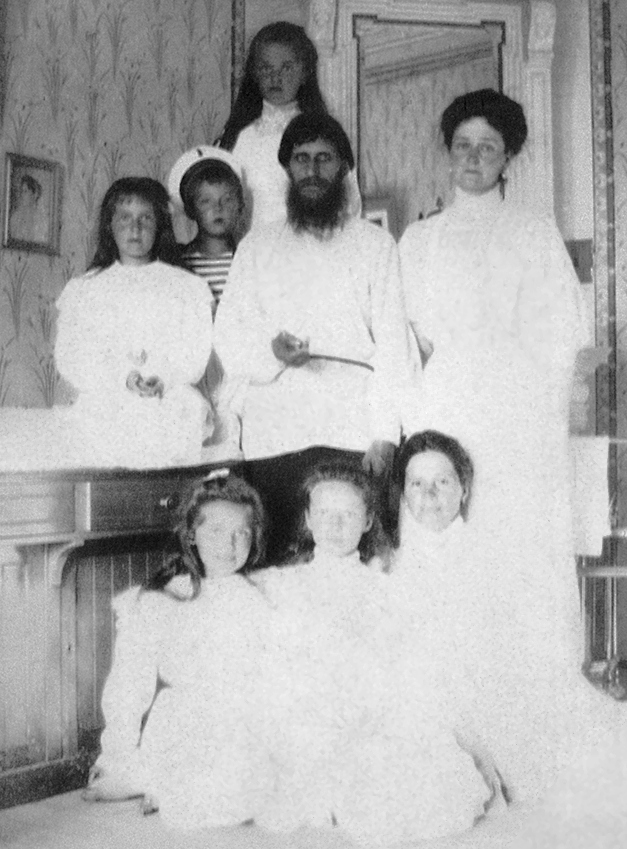
アレクサンドラ、アレクセイ、四皇女（オリガ、タチアナ、マリア、アナスタシア）とラスプーチン（1908年）

サンクトペテルブルクを出たラスプーチンは、人々に病気治療を施して信者を増やし「神の人」と称されるようになり、神秘主義に傾倒するミリツァ大公妃とアナスタシア大公妃の姉妹から寵愛を受けるようになり、1905年11月1日に大公妃姉妹の紹介でロシア皇帝ニコライ2世とアレクサンドラ皇后に謁見した。当時のロシア貴族の間では神秘主義が広く浸透しており、アレクサンドラも神秘主義に傾倒していた。
1906年10月、ニコライ2世の要請を受け、爆弾テロにより負傷したピョートル・ストルイピンの娘の治癒に当たり、1907年4月にはエカテリーナ宮殿に呼び出され、血友病患者であったアレクセイ皇太子の治癒に当たった。医師たちはラスプーチンの能力に懐疑的だったが、彼が祈祷を捧げると、翌日にはアレクセイの発作が治まって症状が改善した。ギラードと歴史家エレーヌ・カレール・ダンコース、ジャーナリストのディアムルド・ジェフリーズは、ラスプーチンの治療法は1899年以降流通したアスピリンの投与による鎮痛治療だったと推測している。
血友病を治癒したことで、ラスプーチンは皇帝夫妻から絶大な信頼を勝ち取り、「我らの友」「聖なる男」と呼ばれるようになったが、多くの人々はラスプーチンをペテン師だと考えていた。侍医のエフゲニー・ボトキンとウラジーミル・デレヴェンコはラスプーチンの能力は催眠術だと信じており彼を皇帝一家から遠ざけようとし、フェリックス・ユスポフはピョートル・バドマエフから入手したチベット・ハーブでアレクセイを薬漬けにしたと考えていた。しかし、ラスプーチンは1913年以前には催眠術に興味を抱いておらず、また、ユスポフの主張も現在では否定されている。
1912年10月9日、皇帝一家はビャウォヴィエジャの森に狩猟に来ていたが、そこでアレクセイの病状が悪化した。皇帝一家はスパワに移り治療を行い、アレクサンドラはペテルブルクにいるラスプーチンに助言を求めた。翌10日、ラスプーチンは「小さな子が死ぬことはありません。しかし、私が治療するのを侍医たちが許さないでしょう」と記した手紙を送っている。ラスプーチンの助言通りにアレクセイは死ぬことはなかったが、病状が回復するのは1913年に入ってからだった。

### 怪僧

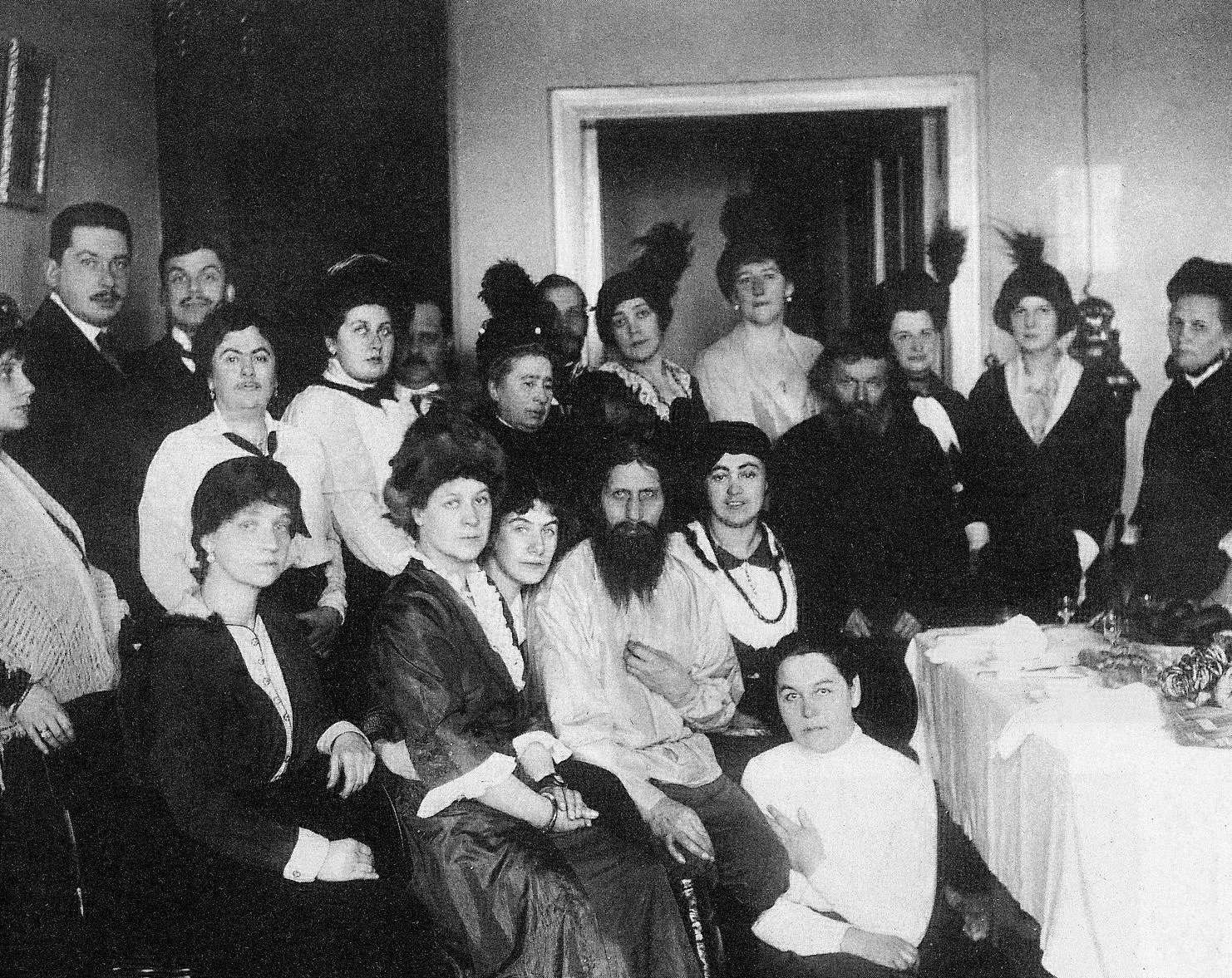
ラスプーチンと信者の女性たち（1914年）

やがてラスプーチンはアレクサンドラはじめ宮中の貴婦人や、宮廷貴族の子女から熱烈な信仰を集めるようになる。彼が女性たちの盲目的支持を得たのは、彼の巨根と超人的な精力によるという噂が当時から流布しており、実際に彼の生活を内偵した秘密警察の捜査員が呆れ果て、上司への報告書に「醜態の限りをきわめた、淫乱な生活」と記載するほどであった。しかし、貴族たちは次第にラスプーチンが皇帝夫妻に容易に謁見できることに対して嫉妬心を抱くようになった。サンクトペテルブルクではアパート5部屋を借りて家族と共に暮らしていたが、家賃はアレクサンドラ又は信者のアレクサンドル・タネーエフが代わりに支払っていた。
1907年9月にトボリスクで開かれた教会裁判において、ラスプーチンはフリスト派を信仰しており、偽の教義を広め女性信者とキスや混浴をしたとして非難された。しかし、地元の司祭たちがラスプーチンを連れ出そうとした時には、既に彼はトボリスクを離れており、フリスト派との関係を示す証拠も発見されなかった。このような醜態は新聞によって大々的に報道され、ラスプーチンの理解者だったビストロフも彼から離れ、ストルイピンも帝都からの追放を画策していた。
1911年初頭に、ニコライ2世はラスプーチンに巡礼団の一員になるように指示した。ラスプーチンは巡礼団に加わり生神女就寝ポチャイフ大修道院に向かい、その後はコンスタンティノープル、イズミル、エフェソス、パトモス島、ロードス島、キプロス、ベイルート、トリポリ、ヤッファを巡り、四旬節に聖墳墓教会に到着した。

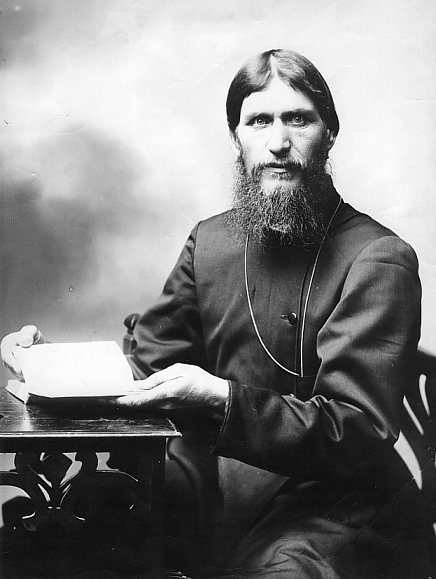
ラスプーチン（1910年）

1912年初頭、ゲオルギー・ドルガニョフはラスプーチンがフリスト派の儀式に参加したと主張した。ラスプーチンがフリスト派の儀式に参加したことは事実と見られているが、言動にフリスト派の影響を受けたと思われる点は確認されていない。また、この時期には「ラスプーチンとアレクサンドラが愛人関係にある」という噂も流れた。噂に基きミハイル・ロジャンコはラスプーチンに帝都から出て行くように要求した他、首相ウラジーミル・ココツェフはラスプーチンを「亡命」させるようにニコライ2世に進言したが、拒否されている。トボリスク司教はラスプーチンを「皇室とロシア正教会の仲介者」と好意的に見ていたが、大半の司教たちは反感を抱いており、聖務会院はラスプーチンを「不道徳者」「異端者」「エロトマニア」などと非難した。この頃、ラスプーチンはロシアで最も嫌われる人物の一人となっていた。
ラスプーチンの言動はドゥーマでも問題視され、1913年3月にアレクサンドル・グチコフ率いる10月17日同盟がラスプーチンの調査を行うことになった。しかし、トボリスク司教は調査への協力を拒否した他、ニコライ2世もラスプーチンの身を案じて調査の中止を命令した。1914年1月29日、ニコライ2世はココツェフを解任し、イワン・ゴレムイキンとピョートル・バルクを後任の首相・大蔵大臣に任命した。

### 暗殺未遂

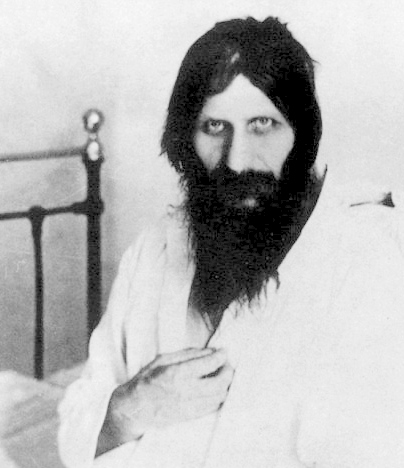
入院中のラスプーチン（1914年）

1914年6月29日午後3時、ポクロフスコエ村に帰郷していたラスプーチンは自宅でキオーニャ・グセヴァに襲われた。キオーニャは顔を黒いハンカチで覆い、短剣でラスプーチンを殺そうとした。ラスプーチンは腹部を刺され自宅から飛び出し、地面に落ちていた棒で反撃した。ラスプーチンは近隣から医師が来るまで自宅に留まり、翌30日午前0時に医師が到着し治療を受けた。
4日後、ラスプーチンは妻子に伴われて船でチュメニの病院に移送された。知らせを聞いたニコライ2世は直ちにチュメニに医師団を派遣し手術を受けさせた。7週間後の8月17日、回復したラスプーチンは退院し、9月中旬にペトログラードに到着した。娘マリアによると、ラスプーチンは暗殺未遂の主犯は彼を批判していたセルゲイ・トルファノフとウラジーミル・ドズコフスキーだと信じていたという（キオーニャはトルファノフの信者だった）。しかし、トルファノフはキオーニャからラスプーチンの暗殺を進言された際に拒否していた。
10月12日、トルファノフは殺人扇動の罪で告発されたが、検察官は非公開の理由で起訴を取り下げた。また、キオーニャは異常者としてトムスクの精神病院に収容されたため、裁かれることはなかった。この事件を最後にラスプーチンを公然と批判する勢力はいなくなった。ストルイピンは既に暗殺され、ココツェフは失脚、ビストロフとドルガニョフは追放され、トルファノフも逮捕を免れるためマクシム・ゴーリキーの助けを借りて逃亡していた。

### ヤール・レストラン事件

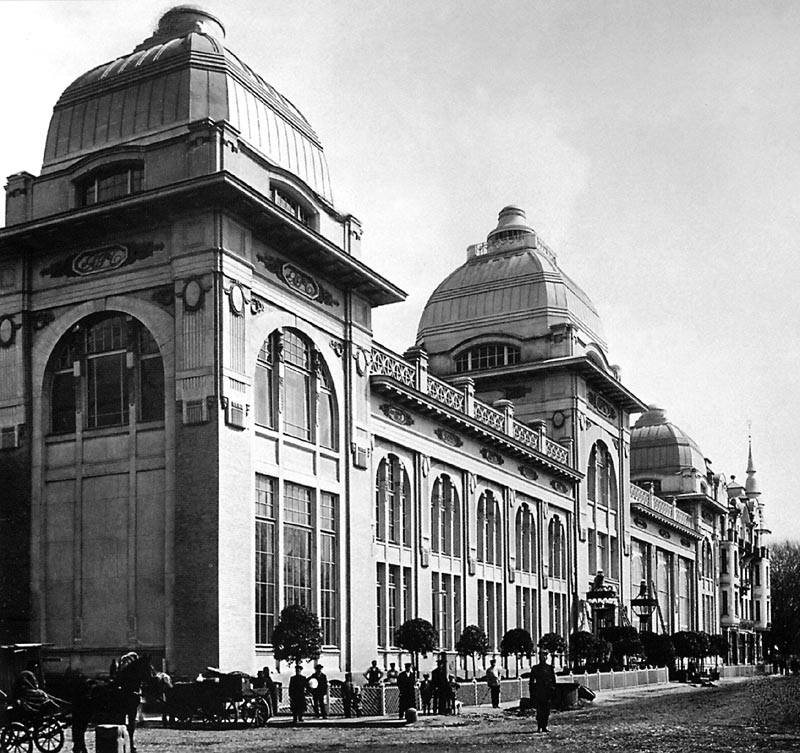
ヤール・レストラン

1914年10月、警視総監ステパン・ペトロヴィチ・ベレトスキーはラスプーチンを24時間体制で監視するように命令した。監視役は二人組で、内一人は注意を引き付ける囮役だった。1915年1月にロシア帝国内務省警察部警備局はラスプーチンの私生活に関する報告書を作成し、ニコライ2世に提出した。ニコライ2世は一日かけて報告書を読み、報告書はラスプーチンの敵である警察の捏造だと判断した。
1915年3月25日、ラスプーチンは警護と共にモスクワを訪れ、翌26日の夜に泥酔状態で、ヤール・レストラン前にいたジプシーの女性歌手グループの前でズボンを下ろし男性器を露出したという。しかし、娘マリアによるとラスプーチンは暗殺未遂事件以降、土地勘のない場所に行くことを怖がるようになったため、夜に出歩くことはないと主張している。また、警察もレストランの従業員や歌手たちに話を聞くこともなく、信頼性に欠ける報告書を6月に提出した。
現在では、この事件はラスプーチンの評判を貶めるためにドズコフスキーが捏造したものだとされている。後年、ドズコフスキーとベレトスキーは、ラスプーチンがヤール・レストランを訪れた事実はないと認めている。

### 第一次世界大戦

#### 開戦

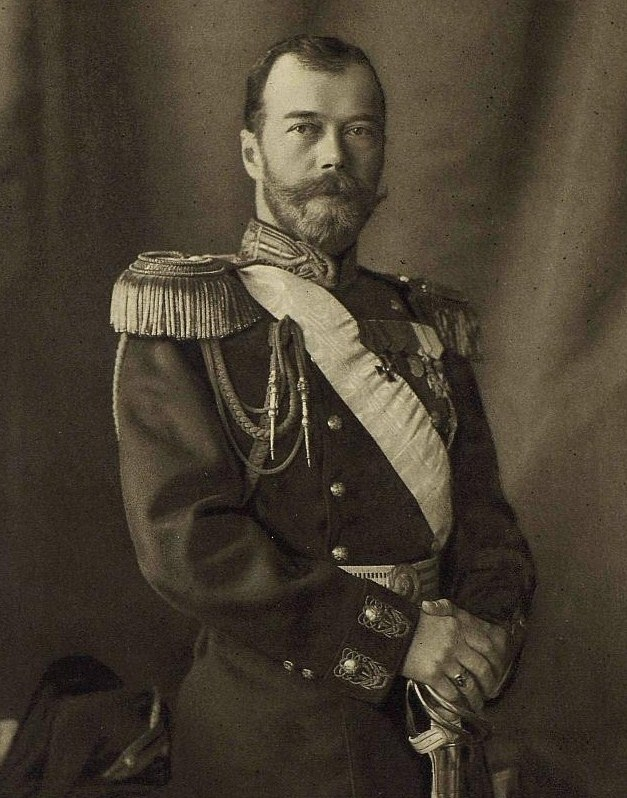
ニコライ2世（1913年）

パーヴェル・ミリュコーフによると、ラスプーチンが政治に影響力を持つようになったのは1914年5月頃からだという。1913年、バルカン同盟諸国は第一次バルカン戦争で獲得した領土の分配を巡って反目し合い第二次バルカン戦争を引き起こした。ニコライ2世は友邦であるバルカン諸国の分裂を避けるため仲介を試みるが、この際にラスプーチンは仲介に反対した。これにより、汎スラヴ主義を信奉するニコライ大公、ピョートル大公と、その妻であり自身の支持者でもあったミリツァ、アナスタシア大公妃姉妹と敵対することになった。一方で、第一次世界大戦直前にはドイツ帝国との戦争に反対し、「戦争を避けるためならば、どんな努力も惜しみません」と懇願している。ラスプーチンは、暗殺未遂事件で受けた怪我の治療のため滞在していたチュメニから何度も電報を打ち、「戦争が始まれば、ロマノフ家とロシアの君主制は崩壊してしまう」と国の将来に対する不安を吐露している。しかし、ラスプーチンの請願は受け入れられず、ニコライ2世は7月31日にロシア軍総動員令を布告しドイツ軍との戦端を開いた。
当初、戦争は「クリスマスまでには終わる」と言われていたが、戦争は長期化し、東部戦線では150万人以上のロシア兵が戦死した。ロシア国内では食糧の不足と価格が高騰するが、人々は「ドイツのスパイによる陰謀」として反独感情が高まり、1915年5月26日には外国人が経営する店が襲われている。また、ドイツ出身のアレクサンドラ皇后を非難する人々も現れ始めた。8月、ドイツ軍がワルシャワを占領しロシアの大撤退が行われると深刻な弾薬・兵器不足に陥り、政界では政争により軍事大臣ウラジーミル・スホムリノフが失脚するなど国内は混乱した。

#### 反ラスプーチン機運の増大

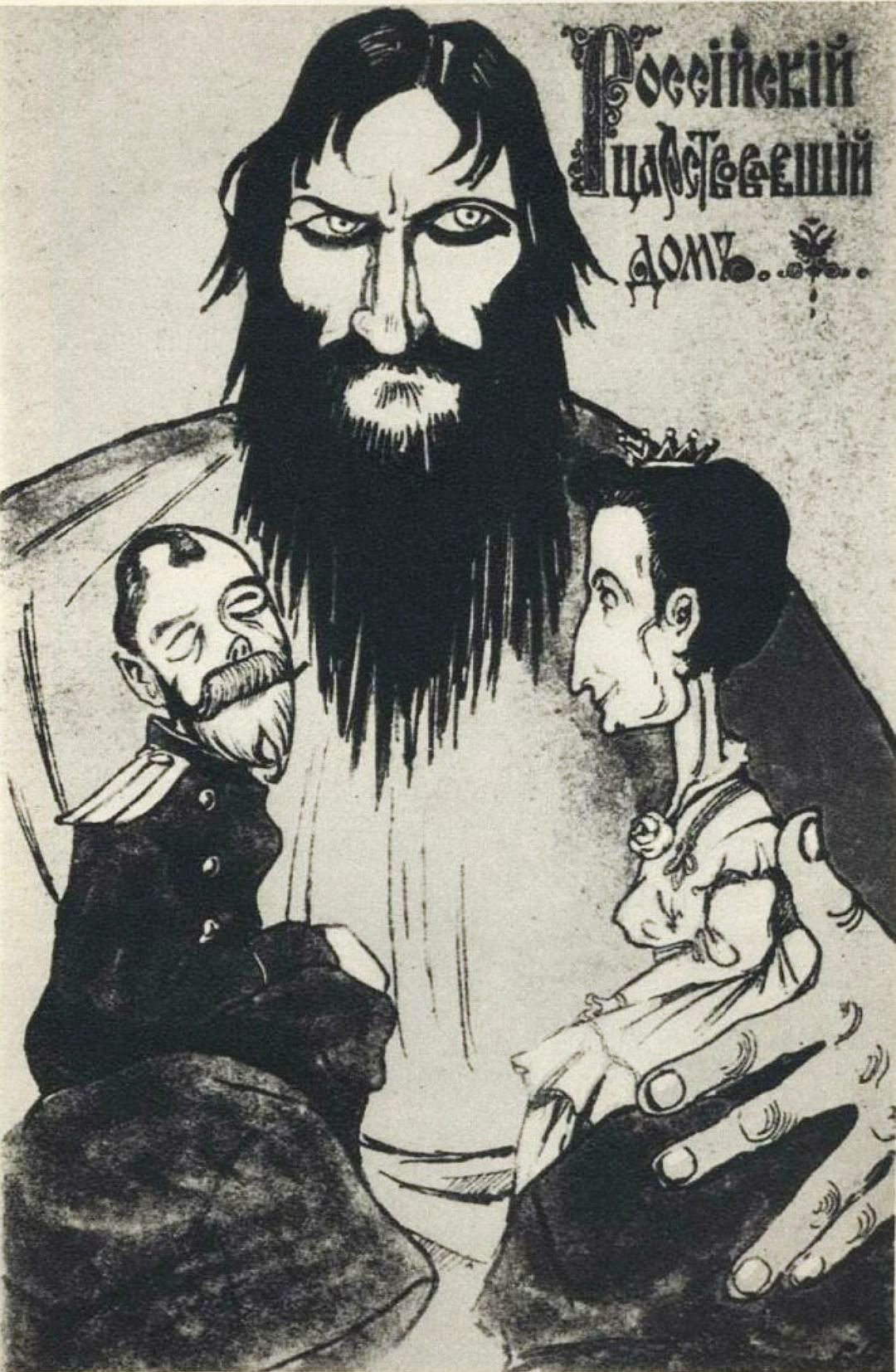
皇帝夫妻をラスプーチンの傀儡として描いた反皇帝派のポスター

1915年8月19日、アレクサンドラ皇后とラスプーチンの醜聞を新聞に持ち込もうとしたドズコフスキーとウラジーミル・オルロフが罷免された。ニコライ2世は以後、アレクサンドラとラスプーチンの関係を議論することを禁止した。8月23日、ニコライ2世は士気を維持するため親征を行いペトログラード（ペテルブルクから改称）を離れ、内政はアレクサンドラと彼女が相談役としたラスプーチンが担当することになった。これに対し閣僚たちから反対意見が出たが、首相のゴレムイキンは罷免を示唆して反対意見を封殺した。これに対し、対抗処置としてドゥーマが9月3日に無期限の休会を宣言し、ゴレムイキンは1916年2月2日に辞任した。再開されたドゥーマでは、ワシーリー・マコラコフが「現在のロシアは狂った運転手がブレーキも踏まずに狭い山道を走っているようなものだ」と発言するなど、アレクサンドラとラスプーチンへの批判を強めた。
ニコライ2世の親征後、アレクサンドラは政務に追われラスプーチンと会う機会が減ったが、手紙や電話、週に一度行われる謁見を通してラスプーチンに意見を求めた。これにより、アレクサンドラに対するラスプーチンの影響力は拡大した。1915年後半に二人は前線にいるニコライ2世に助言を行い、12月にラスプーチンはアレクセイの治療を行った。1916年2月2日、ラスプーチンの支持者であるボリス・スチュルメルが首相に就任した。この頃、内務大臣アレクセイ・フヴォストフとベレトスキーがラスプーチン暗殺を計画し、同時に「アレクサンドラとラスプーチンはドイツのスパイである」という噂を流した。3月3日、噂を流したことが露見したフヴォストフは罷免の上財産を没収され、スチュルメルが内相を兼務することになった。

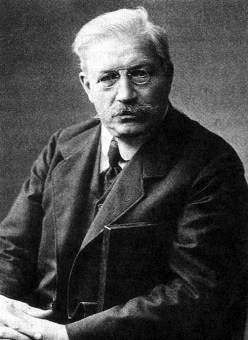
パーヴェル・ミリュコーフ（1916年）

11月、ドゥーマが開会されると、ミリュコーフはアレクサンドラ、ラスプーチン、スチュルメルを「ドイツに味方する勢力の裏切り」と弾劾した。ミリュコーフはスチュルメル内閣の政策をドイツへの利敵行為と訴え、演説の中で「これは愚考なのか?裏切りなのか?」と繰り返し、議場からは「愚考だ!」「裏切りだ!」「両方だ!!」と賛同の声が挙がり、弾劾演説の内容は国内や前線に配布された。また、ウラジーミル・プリシケヴィチも議会でアレクサンドラとラスプーチンを弾劾し、「皇帝の大臣たちは皇后とラスプーチンの傀儡となっている」「ラスプーチンが生きている限り、ロシアは勝利できない」と演説した。
議員だけではなく貴族たちからも批判の声は高まっていた。ニコライ・ミハイロヴィチ大公によると、ゲオルギー・リヴォフとミハイル・アレクセーエフは機密情報をアレクサンドラとラスプーチンが独占していると考え、アレクサンドラをリヴァディア宮殿又はイギリスに追放することをニコライ2世に進言したという。また、ユスポフはドミトリー大公と共にラスプーチン暗殺を計画し、プリシケヴィチと接触し同志に引き入れた。グチコフはアレクサンドル・ケレンスキー、アレクサンドル・コノヴァーロフ、ニコライ・ネクラーソフ、ミハイル・テレシチェンコら進歩的ブロックのメンバーと共にクーデターを計画するが、協力を求めたニコライ・ミハイロヴィチ大公に「軍が支持しないだろう」と拒否され未遂に終わった。アレクサンドラはこれらの動きに対し、リヴォフとグチコフをシベリアに追放することをニコライ2世に求めた。

#### 暗殺前夜

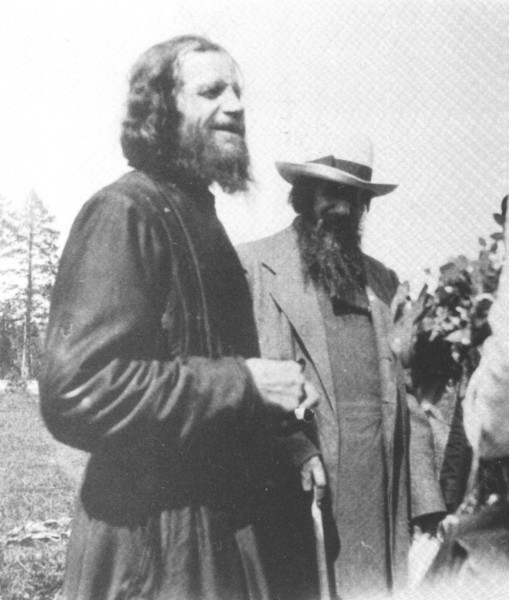
ポリカロポフとラスプーチン（右）1916年

1916年夏、ラスプーチンはアンナ・ヴィルボヴァ、リリー・デーンと共にポクロフスコエ村に帰郷したが、村人は彼がペトログラードに戻ることに反対したという。
11月10日、議院内閣制の推進を図るアレクサンドル・トレポフが首相に就任し、アレクサンドラの後ろ盾を得ていた内務大臣アレクサンドル・プロトポポフの留任を拒否した。アレクサンドラはトレポフと共にスタフカに赴き、プロトポポフを留任させるように懇願し、ラスプーチンもアレクサンドラを支援するため5通の電報をスタフカに送った。これに対し、トレポフは辞任を示唆して抵抗した。11月31日、ドイツ首相テオバルト・フォン・ベートマン・ホルヴェークがロシアとの和平交渉を模索し始めた。これに対し、外務大臣ニコライ・ポクロフスキーはドゥーマで演説し、和平交渉を行うつもりがないことを宣言し、ドゥーマもこれを支持しモルダヴィアへの増派を決定した。

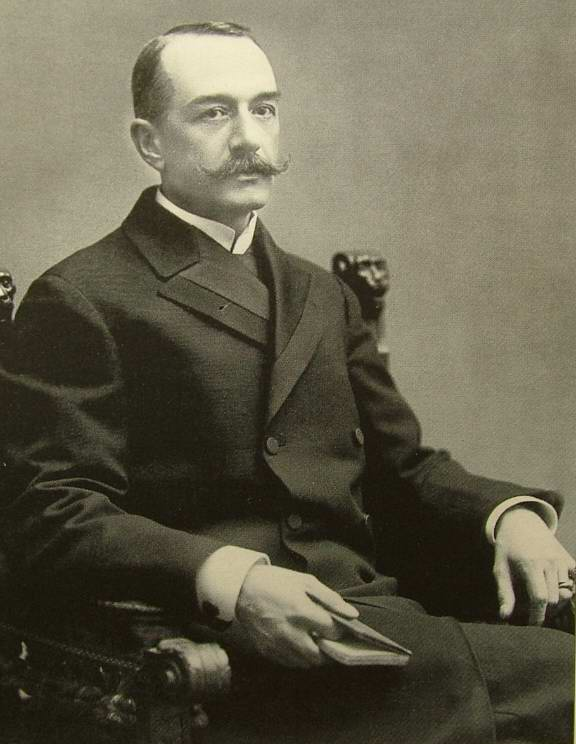
アレクサンドル・プロトポポフ（1916年）

トレポフとアレクサンドラの対立は続き、12月7日までプロトポポフの留任は承認されなかった。プロトポポフの排除に失敗したトレポフは翌8日、彼の支持者であるラスプーチンの買収を試みた。トレポフは義理の兄A・A・モゾロフの協力を得て、ラスプーチンに「政治から手を引くならば大金と屋敷、護衛を贈る」と持ちかけた。しかし、トレポフの動きはアレクサンドラに察知され、12月13日にはトレポフに買収行為を批判する警告文が送られた。この頃になると、ラスプーチンは「年内に自分が死んでしまう」と口走り外出することもほとんどなくなり、自身の預金を娘マリアの銀行口座に移している。
12月16日午後3時、ラスプーチンはバニャから自宅のアパートに戻り、7人の来客の応対をする。午後8時頃にヴィルボヴァからアレクサンドラと皇女たちの署名と日付が入った小さなイコンを贈られ、ユスポフの屋敷を訪問するように提案された（アンナはユスポフの幼馴染みだが、暗殺計画には関与していない）。アンナの後に訪問したプロトポポフは10分間ほどラスプーチンと面会したが、その際に「今夜は外出を控えるように」と伝えている。

### 暗殺
1916年12月17日、ラスプーチンはユスポフ一派によって暗殺された。しかし、暗殺犯がロシア有数の大貴族だったユスポフや皇族のドミトリー大公だったため、警察は満足な捜査を行うことが出来ず、ユスポフに拒否され暗殺現場であるモイカ宮殿に立ち入ることすら出来なかった。さらに、ソビエト連邦成立後に捜査資料の大半が破棄もしくは消失したため、ラスプーチン暗殺の詳細は不明な点が多く、様々な逸話が残されることとなった。

#### 決行

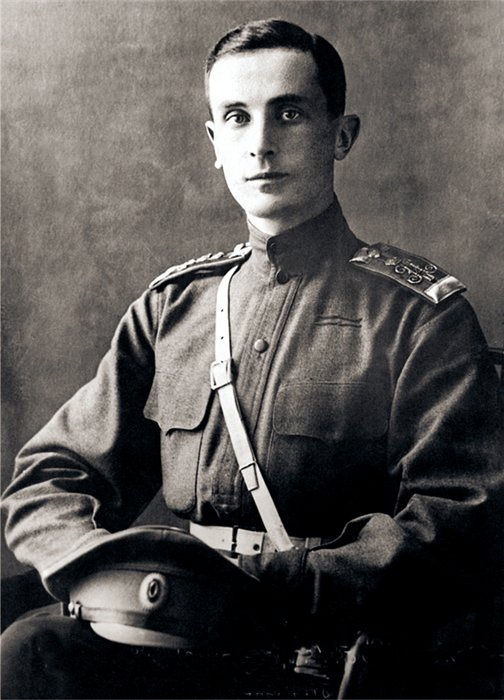
フェリックス・ユスポフ（1914年）

暗殺決行の数日前、ユスポフはモイカ宮殿の新築祝いのパーティーにラスプーチンを誘い、その際、美人と評判だった妻イリナ・アレクサンドロヴナと引き合わせることをほのめかした（ユスポフは「妻は暗殺とは無関係だった」と語っている）。
12月16日夜、ユスポフはスタニスラフ・デ・ラゾヴェルト博士と共にラスプーチンのアパートを訪問した。翌17日午前1時、ユスポフは改築したモイカ宮殿にラスプーチンを招待した。案内された部屋は防音設備が施されており、ラスプーチン暗殺のためにワインセラーを改築した部屋だった。プリシケヴィチの証言によると、窓際にはラスプーチンが好む甘口を含む4種類のワインが置かれていたという。2階の応接室には暗殺メンバーのドミトリー大公、プリシケヴィチ、ラゾヴェルト、スホーチン大尉の他、ユスポフの母ジナイダ・ユスポヴァの友人がいた。ロマノフ家と親しかった美術商アルバート・スタフォードは、同席していた友人はフョードル・アレクサンドロヴィチ公とニキータ・アレクサンドロヴィチ公だと推測している。また、この他にも複数の女性が同席していたが、ユスポフは女性の名前を生涯明かさなかった（マリアンヌ・ピストルコルズとヴェラ・カラーリィという説がある）。

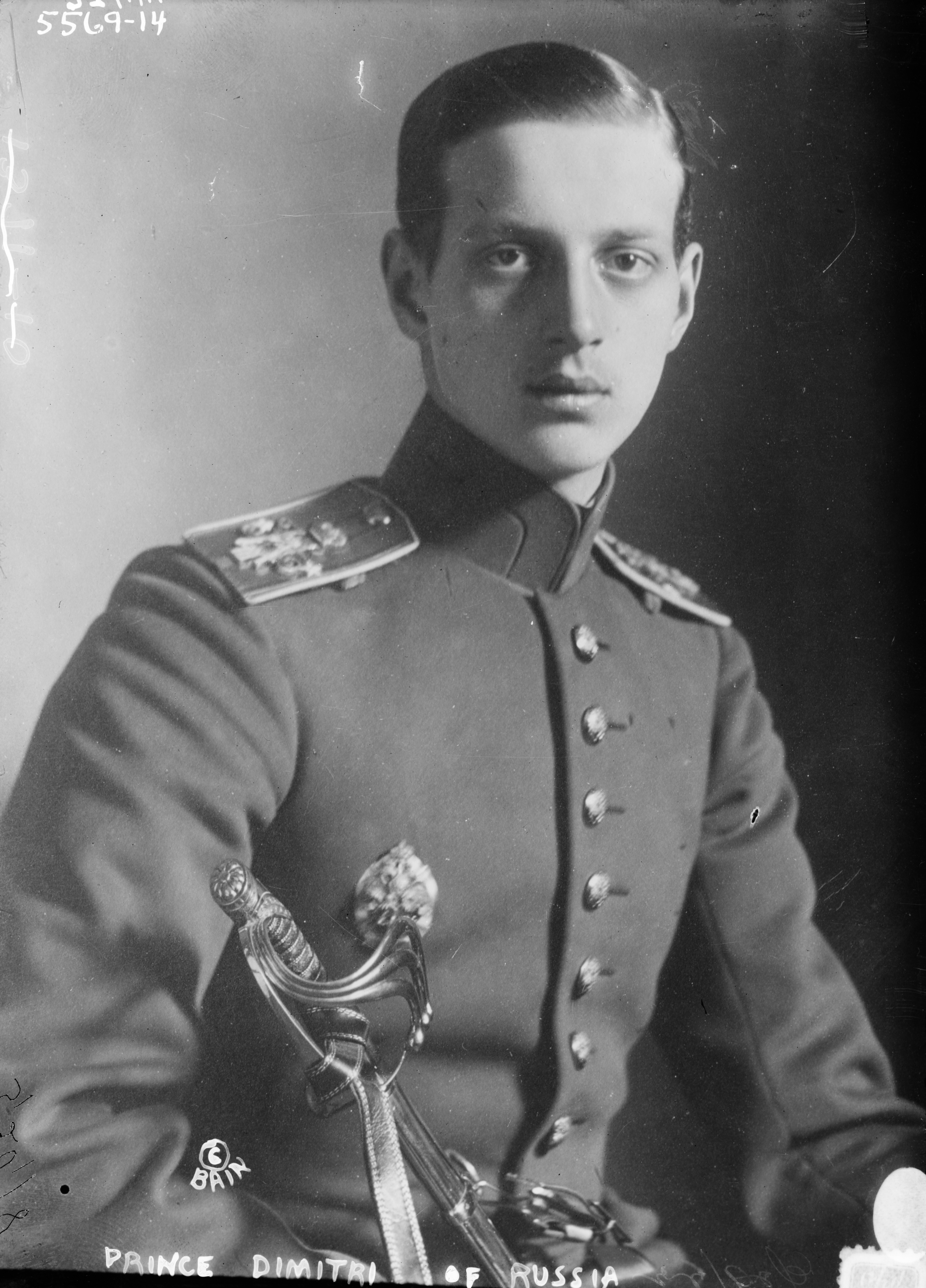
ドミトリー大公（1917年以前）

ユスポフの回顧録によると、彼は青酸カリを盛ったプチフールと紅茶をラスプーチンに出した。しかし、ラスプーチンは毒入りの食事を平らげても態度に変化を示さず、ユスポフを驚愕させた。ユスポフはラスプーチンにデザートワインを飲ませ暫く談議していた（政治もしくは神秘主義について話し合っていたという）。数時間後、ラスプーチンが泥酔したことを確認したユスポフは応接室に向かい、ドミトリー大公からリボルバーを受け取った。ユスポフは部屋に戻ると、背後からラスプーチンに向かって2発発砲した。銃弾はラスプーチンの心臓と肺を貫通し、彼は床に倒れ込んだ。
しかし、死んだと思われたラスプーチンは起き上がり、「目を見開き、自らの危機を知った」という。驚愕したユスポフは階段を駆け上がり中庭に逃れ、騒ぎを聞いて駆け付けたプリシケヴィチがラスプーチンに向け拳銃を4発発砲した。4発の内3発は外れたが、1発は右腎静脈から背骨を貫通し、彼は雪の上に倒れた。しかし、なおもラスプーチンは起き上がったため、神経質になったユスポフは靴でラスプーチンの右目を殴り、その後、ラスプーチンは額を拳銃で撃たれた。

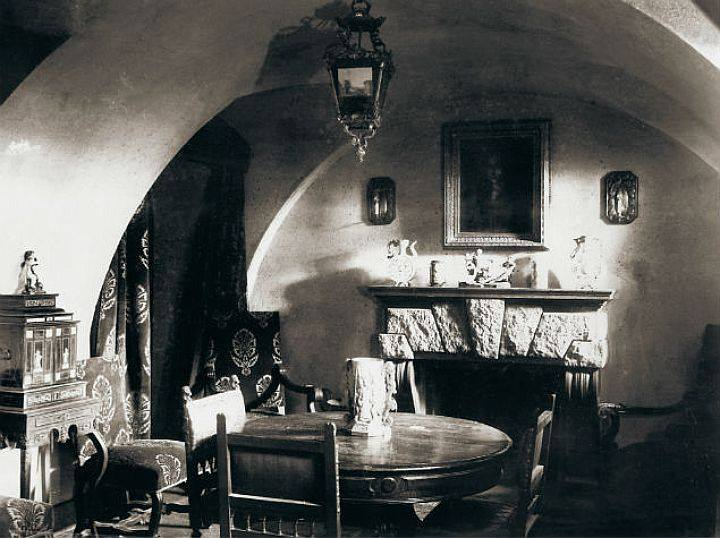
モイカ宮殿のラスプーチン暗殺現場

同じ頃、周囲を巡回していた警官二人が銃声とモイカ宮殿から出て行く車を目撃した。ユスポフたちはラスプーチンの遺体の処理について相談し、ペトロフスキー橋から遺体を捨てることに決めた。プリシケヴィチは警官に「ラスプーチンを撃ったのは自分だ」と自慢したが、事態の重大さを認識すると「皇帝のためにやったことだ」と弁明した。スホーチンはラスプーチンの生存を偽装するため、彼のコート、雨靴、手袋を着用し、ドミトリー大公とラゾヴェルトと共にプリシケヴィチの車に乗り込んだ。スホーチンらはラスプーチンの衣服をプリシケヴィチの屋敷の暖炉で焼却しようとしたが、彼の妻に拒否されたため、そのままモイカ宮殿に戻った。モイカ宮殿に戻ったドミトリー大公は、絨毯で簀巻きにした遺体を車に積み込み、クレストフスキー島に向かい、橋の上から凍りついたネヴァ川に氷を割って開けた穴に遺体を捨てた。

#### 遺体発見
12月17日午前8時、警察はラスプーチンのアパートを訪れ、娘マリアに父親の行方について尋ね、同日中にラスプーチンの「失踪」はヴィルボヴァによってアレクサンドラに報告された。また、プロトポポフもモイカ宮殿から戻った警官の報告を受け、ラスプーチンが何らかの事件に巻き込まれたことを確信した。アレクサンドラは直ちに捜査を命じ、警察はモイカ宮殿近くで血痕を発見し、ユスポフを問い詰めるが、彼は「事故で飼い犬がドミトリーに撃たれたので、それは犬の血だ」と返答した。ユスポフたちはアレクサンドラに謁見を求めたが拒否され、「書面で事情を説明する」と訴え、プリシケヴィチもそれを支援したが、彼は午後10時にペトログラードから逃亡した。12月18日、モイカ宮殿の血液が人間のものだと判明し、ユスポフとドミトリー大公は自宅軟禁下に置かれた。同日午後には、ペトロフスキー橋の欄干から血痕が、橋の下からは雨靴が発見され、夜に娘マリアと姉妹たちによって雨靴がラスプーチンの物だと確認された。

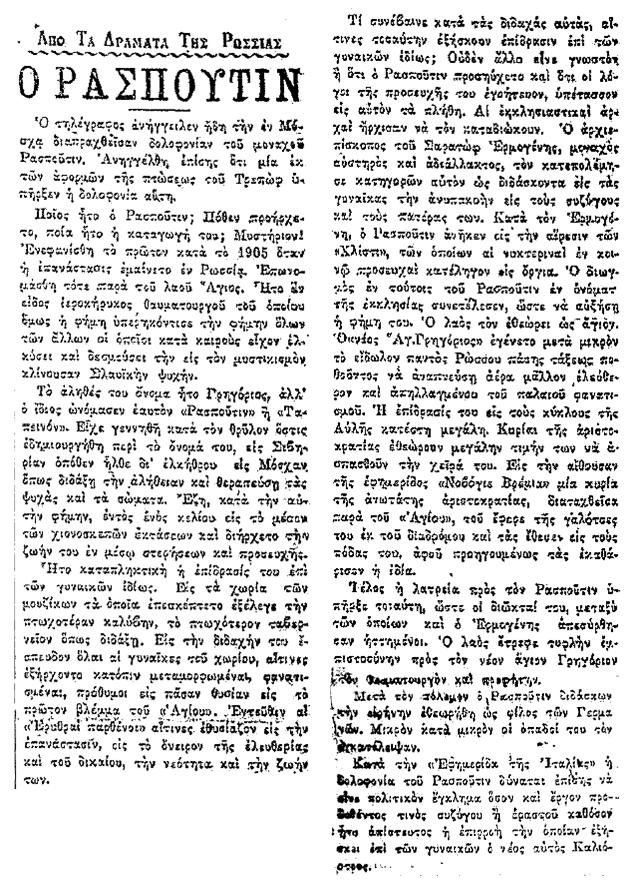
ラスプーチン暗殺を報じるギリシャの新聞

12月19日早朝、橋から140メートル西に離れた岸辺からラスプーチンの遺体とコートが発見され、15分後に警察や政府関係者が到着した。遺体の手足はロープで縛られていたが、手首のロープは川に捨てられた際に解け、両腕は死後硬直で伸び切っていた。夕方には、ラスプーチンの遺体はチェスメ教会に運ばれた。翌20日、司法大臣アレクサンドル・マカロフが捜査を妨害したとして罷免された。同日夕方にラスプーチンの検死が行われ、死因は頭部を狙撃されたためと結論付けられた（ただし、この報告書は消失したため、検証不可能である）。しばしば語られるラスプーチンの死因について、「肺に水が入っていたため死因は溺死であり、川に投げ込まれた時点で生きていた」、「自力で岸辺に辿り着き、十字を切ろうとして死んだ」というものがあるが、実際にはラスプーチンの肺から水は検出されず、胃からもアルコールが検出されたのみで、毒物は検出されなかった。検死によると、遺体の傷の大半は死後に傷付けられたものであり、右目は殴られ陥没し、橋から投げ捨てられた際に欄干にぶつかり右の頬骨が砕けていた。
12月21日午前8時45分、ラスプーチンの葬儀が執り行われ、皇帝夫妻と四皇女、ヴィルボヴァと彼女のメイド、デーン、プロトポポフ、ロマン大佐が参列した。また、娘マリアは妹バルバラと共に参列したと主張しているが、真偽不明となっている。同日、イリナの父アレクサンドル・ミハイロヴィチ大公は事件を終わらせるためにニコライ2世に手紙を書いた。1週間後、ニコライ2世はユスポフを彼の自領ベルゴロドに、ドミトリー大公を前線勤務の形でイランに追放した。ニコライ2世は二人に対し、「裁判所が二人を起訴することはない」と保証している。これに先立つ12月24日には、警察はユスポフとドミトリー大公への尋問を停止するように命令された。

#### 通説への疑問

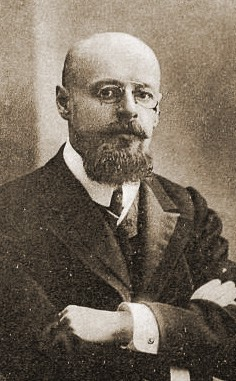
ウラジーミル・プリシケヴィチ（1910年）

上述のようにラスプーチン暗殺に関する捜査資料の大半は現存しておらず、現在伝わっている暗殺の詳細は二月革命・十月革命を生き残ったユスポフ、ドミトリー大公、プリシケヴィチらの回顧録や証言に基いている。しかし、ユスポフは過去数回に渡り証言を変えており、1917年以来暗殺の動機を「愛国心に突き動かされた」としていたが、晩年の1965年には「ラスプーチンの漁色家振りを嫌悪しての暗殺だった」と主張するなど、信憑性について疑問が残る。
また、暗殺当日のラスプーチンの衣服の色や負傷箇所、使用した武器の種類、遺体の処理に車を使用したかどうかなどの詳細についても、それぞれ証言が食い違っている。プリシケヴィチは「至近距離からラスプーチンの後頭部を撃った」と証言しているが、検死結果ではラスプーチンが後頭部を撃たれた形跡は確認されなかった。さらに、ラスプーチンは額を撃たれていたが、暗殺時に拳銃を発砲したユスポフとプリシケヴィチの二人とも額の銃撃について言及しておらず、使用された拳銃の口径すら分かっていない。

#### イギリス情報部関与説

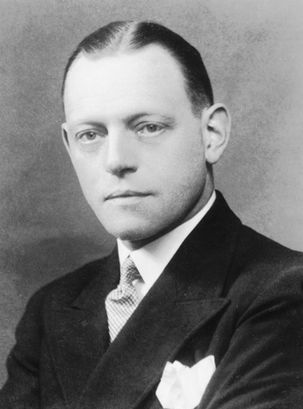
オズワルド・レイナー（1930年代）

この頃、イギリスは非戦派のラスプーチンを危険視しており、彼が死ねばロシアが戦線離脱することはなくなるだろうと考えていた。ラスプーチン暗殺時、ペトログラードにはイギリス秘密情報部工作員のオズワルド・レイナー中尉とスティーブン・アリー大尉が滞在しており、レイナーとユスポフはオックスフォード大学時代の友人だった。歴史家アンドリュー・クックは「暗殺当日、レイナーはモイカ宮殿に滞在していた。しかし、彼はロシア人たちが暗殺を遂行するのを待つ必要はなかった」と述べている。歴史家マルガリータ・ネリパは暗殺にイギリス軍の軍用銃であるウェブリー・リボルバーが使用されたと推測している。
歴史家ジョゼフ・フールマンは、イギリス側が12月17日午前5時30分にはラスプーチンの死亡を把握していたと指摘している。関与説について、暗殺時の秘密情報部ロシア局長サミュエル・ホーアは「もし我々がラスプーチン暗殺に関わっていたのならば、その証拠が発見されることを期待しています」と語っている。

### 帝政の崩壊
1916年12月27日、トレポフが解任されニコライ・ゴリツィンが首相となり、同時に教育大臣パーヴェル・イグナチェフ、軍需大臣ドミトリー・シュワエフが解任された。1915年から1917年の2年間で、ロシアは首相が3人、内相が5人、外相が3人、戦争相が3人、運輸相が2人、農業相が4人交代しており、有能な人物が排除され政権は不安定な状態となっていた。人々は、ロシアの問題の原因はラスプーチンではなく、ツァールスコエ・セローに引き籠り有効な手段を講じないニコライ2世にあると感じるようになっていた。また、ラスプーチンという盾を失ったニコライ2世とドゥーマの対立も深刻化した。

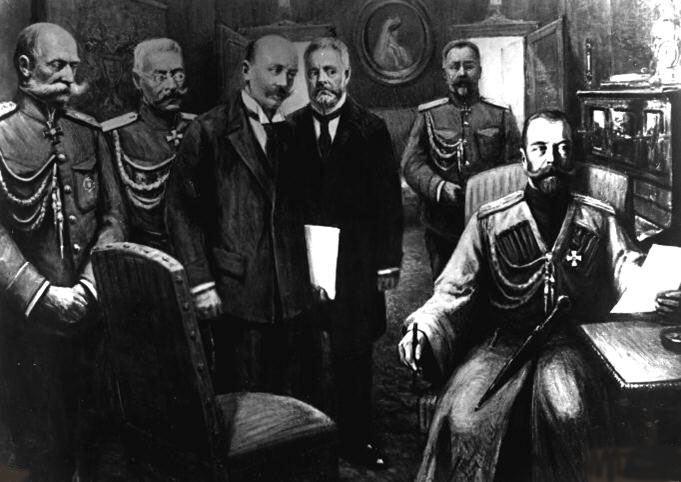
退位宣言書に署名するニコライ2世

2月23日、2月革命が勃発するが、ゴリツィン内閣は暴動を抑えることが出来ずにいた。26日、兵士の一部が暴動側に加わり、ニコライ2世は軍隊を出動させて暴動を鎮圧するように命令し、同時にゴリツィンの反対を押し切りドゥーマを解散させた。27日、ゴリツィン内閣はマリインスキー宮殿で最後の閣議を開き、ニコライ2世に総辞職の意向を伝えた。これを受け、ドゥーマ議長ミハイル・ロジャンコ率いる臨時委員会は閣僚や政府高官の逮捕を命令した。3月2日、グチコフはワシーリー・シュリギンと共にプスコフの大本営を訪れニコライ2世に退位を求めた。同日、ニコライ2世は退位を宣言し、ロマノフ朝ロシア帝国は崩壊した。

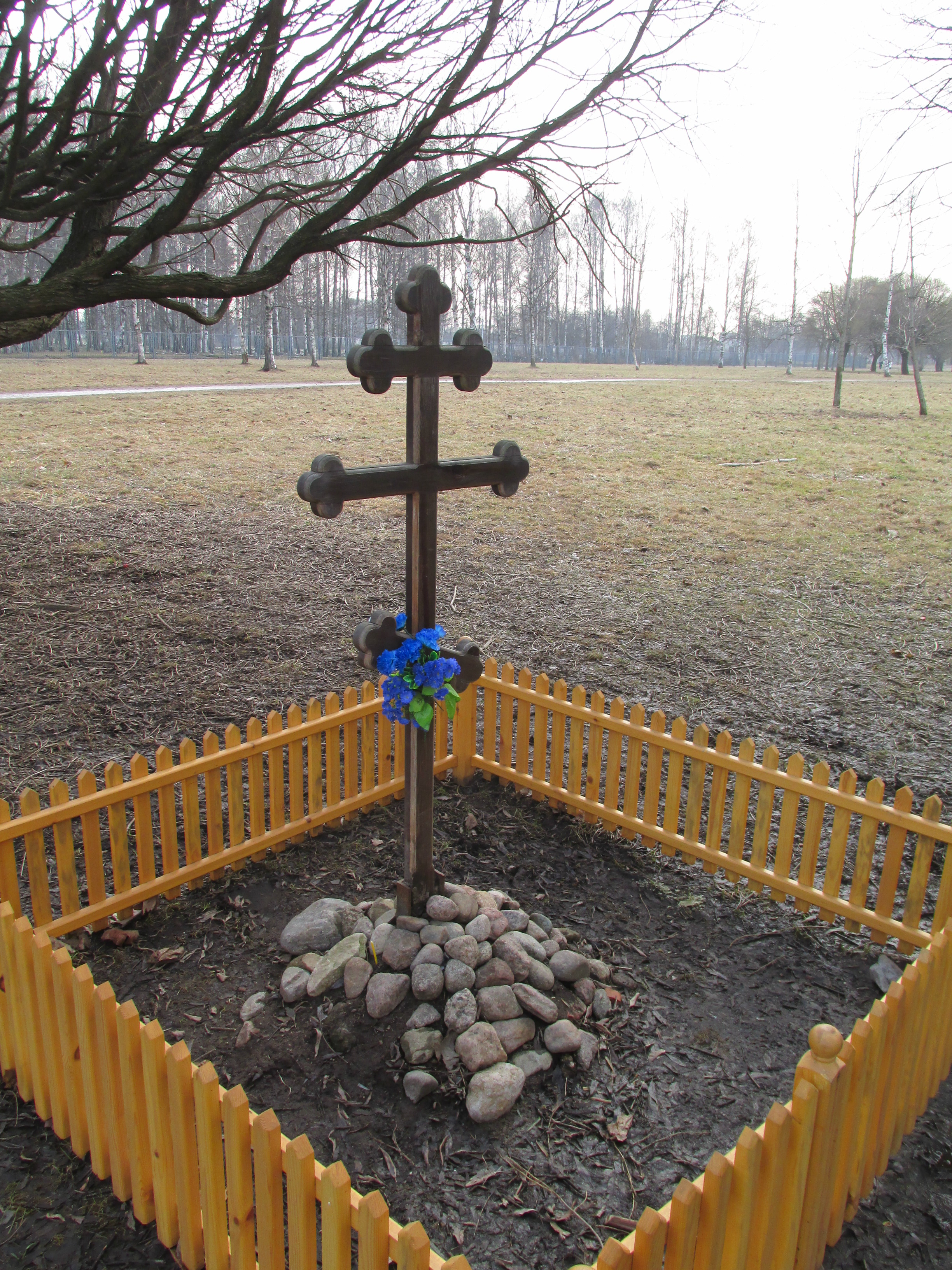
ラスプーチンの墓

3月4日、ロシア臨時政府司法大臣ケレンスキーはラスプーチン暗殺に関する捜査の中止と、暗殺犯への恩赦を決定した。8日、臨時政府はラスプーチンの墓がアレクサンドラと四皇女の礼拝の場所として使用されているとして、皇帝一家の行動を制限した。秘匿されていたラスプーチンの墓はツァールスコエ・セローにある森の中の岩山で発見され、棺は大勢の群集が見守る中掘り起こされ近隣の市庁舎に運ばれた。歴史作家でジャーナリストのブライアン・モイニハンは、この時の様子を以下のように記している。
3月10日、ラスプーチンの遺体を乗せたトラックはペトログラードを出発したが、途中でトラックが故障して運べなくなったため、遺体は路上で焼却されたという。一方で、遺体はサンクトペテルブルク工科大学のボイラー室で焼却されたという説もある。

## 人物・逸話

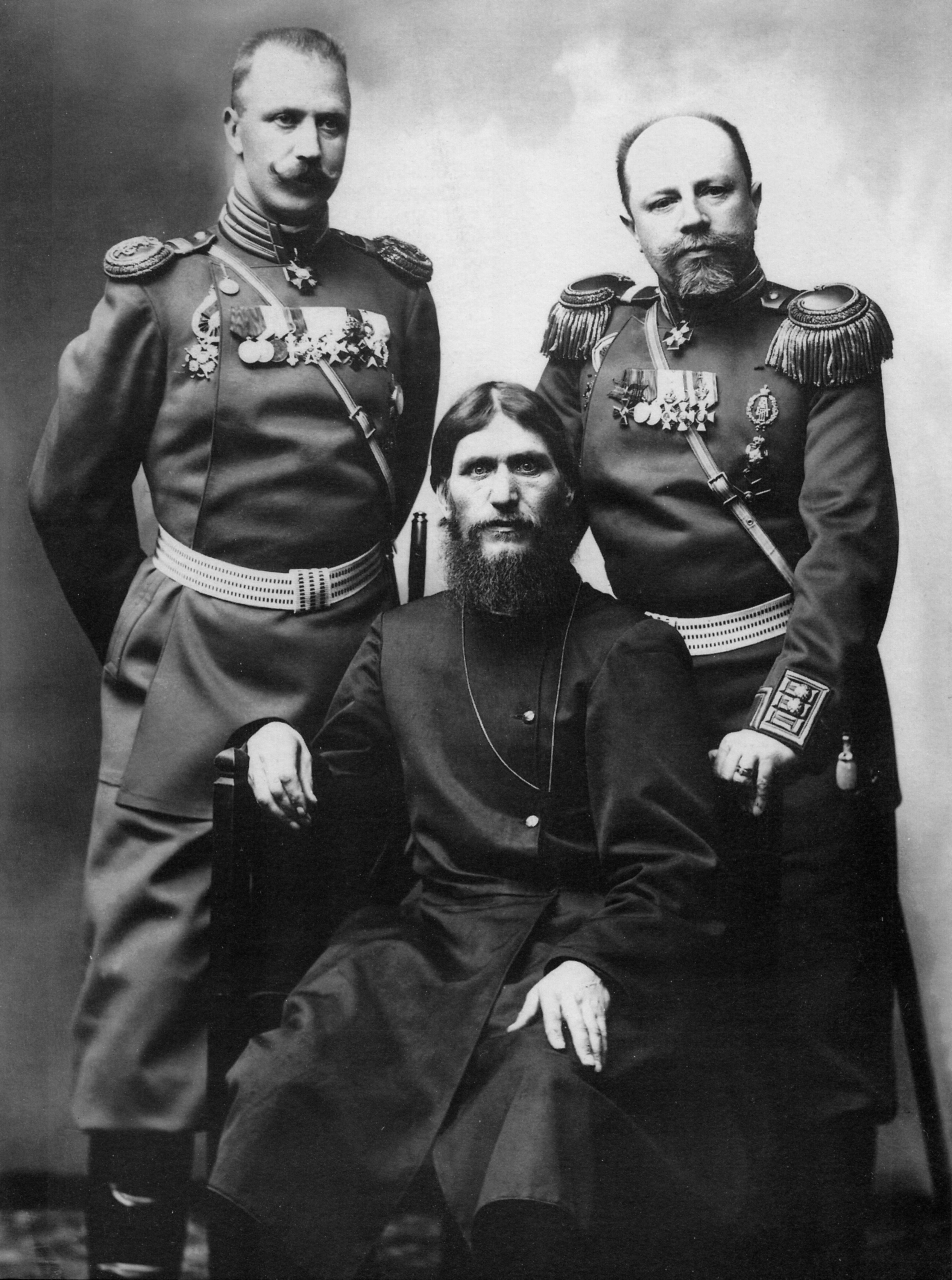
左からプチャーチン少将、ラスプーチン、ロマン大佐（1907年）

祈祷僧を名乗っていたが正式な肩書きではなく、どの宗派にも所属していなかった。リリー・デーンは「ラスプーチンはシベリア訛りが酷く、話の内容はほとんど理解出来なかった」と述べている。歴史作家アンドレイ・アマルリクは、「ラスプーチンは満足な教育を受けなかったため文法上誤った文章しか書けなかった」と述べている。
漁色家のイメージが強く、「皇帝一家や貴族のために祈りを捧げた直後に売春宿へ出かける二面性を持っていた」という逸話がある。しかし、この逸話はニコライ大公による創作の可能性が指摘されている他、漁色に関わる逸話の半分近くが政敵による創作と言われている。こうした指摘があるにも関わらず、「ラスプーチン＝漁色家」のイメージは強く残っており、ロシア各地に「ラスプーチン」の名を冠したストリップ・クラブが存在する。
一方で、金銭に関しては無頓着であり、金を受け取ってもすぐに信者や他人に配ってしまうことが多々あったという。また、街頭の托鉢や劇場・レストラン・カフェなどで気前よく大金を支払うため、「金銭に執着しない無私の男」という評判を得ていた。
アレクサンドラは息子アレクセイの血友病を治癒できるラスプーチンに強く依存していた。歴史家ジェラード・シェリーによると、ラスプーチンはその立場を活用してロシア再建のための政策実施を計画していたという。また、ラスプーチンの周囲にはロシアの重要情報目当てにヴィクトル・チェルノフなど様々な人物が出入りしていた。
存命中は右派からは「皇室の名誉を傷付けた男」として、左派からは「民主主義の敵」として嫌悪されていた。ラスプーチンの敵対者は彼を「ドイツの代理人」と糾弾していたが、実際のラスプーチンは平和主義者であり、ロシアが参加する全ての戦争に反対の立場を取っていた。
娘マリアによると、ラスプーチンは暗殺未遂事件以降、胃酸過多に苦しみ砂糖を飲んで難を凌いでいたという。また、事件以降デザートワインを飲むようになったという。彼女は回顧録の中で、「父ラスプーチンの悪評は敵対者による中傷であり事実に反する捏造」と主張している。
現代のロシアでは、ロシア正教会のニコライ・グリャノフや一般国民から義人の扱いを受けている。ラスプーチンを義人とする意見に対して、アレクシイ2世は「ラスプーチンはイヴァン4世、ヨシフ・スターリンと同じ狂人である」と反論し、ラスプーチンを聖人にしようとする動きを否定した。

## 登場作品
その怪しげな経歴・容貌・女性関係・最期に加え、ロマノフ朝との関連等からある意味では神秘的な人物、あるいは稀代の怪人物とも言え、それゆえにフィクションの世界では国境の別なく非常に人気の高い人物である。

### 書籍
- 山田風太郎『ラスプーチンが来た』
- 皆川博子『冬の旅人』
- 池田理代子『オルフェウスの窓』
- パトリック・カーマン 『サーティーナイン・クルーズ　⑤闇の包囲網』
- 山本弘 『ゴーストハンター ラプラスの魔』

### 映画
- The Fall of the Romanoffs（英語版）（1917年）
- 怪僧ラスプーチン（1932年）
- 怪僧ラスプーチン（1954年）
- 白夜の陰獣（英語版）（1966年）
- ニコライとアレクサンドラ（1971年）
- ロマノフ王朝の最期（英語版）（1981年）
- ラスプーチン（英語版）（1996年）
- ヘルボーイ（2004年）
- キングスマン:ファースト・エージェント（2021年）

### 舞台
- ラスプーチン
- 神々の土地〜ロマノフたちの黄昏〜

### 劇場アニメ
- 名探偵コナン 世紀末の魔術師（1999年）

### テレビアニメ
- ルパン三世 ロシアより愛をこめて
- BLOOD+
- ドリフターズ  - 声：田中正彦

### 海外アニメ
- アナスタシア（1997年）

### ゲーム
- ワールドヒーローズ
- シャドウハーツII
- 崩壊3rd
- Fate/Grand Order
- デビルサマナー 葛葉ライドウ 対 超力兵団 - 声（2025年）：武内駿輔

### 漫画
- ルパン三世 新冒険
- BLOOD+A
- 終末のワルキューレ
- ドリフターズ
- 春風のスネグラチカ
- 最後のレストラン
- ゴルゴ13

### 音楽
- ボニーM『怪僧ラスプーチン（ドイツ語版、英語版）』（1978年）
- 上坂すみれ/ザ・リーサルウェポンズ（※セルフカバー）『快走！ラスプーチン』（2020年/2022年）

### プロレス
- ワイルド・アンガス[227]